# Valfermoso de Tajuña
Valfermoso de Tajuña község Spanyolországban, Guadalajara tartományban. Valfermoso de Tajuña Guadalajara, Valdeavellano, Brihuega, Irueste, Romanones és Lupiana községekkel határos. Lakosainak száma 75 fő (2024).

## Népesség
A település népessége az utóbbi években az alábbiak szerint változott:
| Lakosok száma | 95   | 97   | 86   | 72   | 69   | 56   | 58   | 60   | 64   | 75   |
|               | 2001 | 2004 | 2006 | 2009 | 2011 | 2014 | 2016 | 2019 | 2021 | 2024 |